# Adai

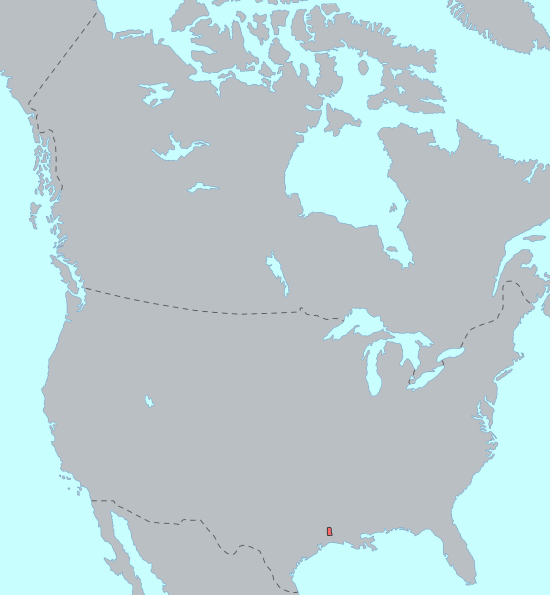
Adai

Die Adai (andere Schreibweisen: Adaizan, Adaizi, Adaise, Adahi, Adaes, Adees, Atayos) waren ein Indianerstamm Nordamerikas. Die Adai-Sprache gilt als isolierte Sprache. Sie lebten in Louisiana und waren Verbündete der Franzosen gegen die Spanier. Da sich ihr Siedlungsgebiet über französisches und spanisches Territorium erstreckte, litten sie schwer unter den Konflikten der beiden Nationen miteinander.
Die Adai hatten um 1700 ca. 400 Mitglieder, 1827 dagegen nur noch 27 und gelten heute als ausgestorben.
Siehe auch: Liste indigener Völker Nordamerikas